# Nae namja-ui romance
Nae namja-ui romance (내 남자의 로맨스?, Nae namjaui romanseuLR), noto anche con il titolo internazionale How to Keep My Love, è un film del 2004 co-scritto e diretto da Park Je-hyun.

## Trama
L'unica cosa che rende la ventinovenne Kim Hyun-joo felice di esistere è la relazione con il suo fidanzato Kim So-hoon; incredibilmente, il ragazzo finisce per trovarsi bloccato in ascensore con una delle più celebri attrici del paese, la coetanea Eun Da-young, e rimane meravigliato nel scoprire che in realtà la ragazza è estremamente simpatica e alla mano. Hyun-joo decide allora di intraprendere una vera e propria lotta senza quartiere contro quella che considera a tutti gli effetti una "ladra di fidanzati".

## Distribuzione
In Corea del Sud la pellicola è stata distribuita a livello nazionale a partire dal 16 luglio 2004.